# Искушение Дон-Жуана
«Искушение Дон-Жуа́на» — советский художественный фильм режиссёров Григория Колтунова и Василия Левина, снятый по драме Леси Украинки «Каменный хозяин» на Одесской киностудии в 1985 году. Премьера фильма состоялась в июне 1986 года.
В фильме использована музыка Жоржа Бизе, Михаила Ивановича Глинки, Мориса Равеля, Мануэля де Фалья.

## Сюжет
В Севилью, под предлогом свидания со своей невестой Долорес, прибывает опальный севильский аристократ дон Жуан. Въезд в страну для него заказан специальным указом, но Долорес ценой своей уступчивости к домогательствам короля покупает прощение для любимого, которого уже успели обвинить в связи с замужней дамой — доньей Соль.
Дон Жуан покидает Долорес ради нового увлечения. Донья Анна, молодая супруга дона Гонзаго де Мендозы, отвечает ему взаимностью. Командор находит повод для ссоры с доном Жуаном, но гибнет от удара его шпаги.
Король не хочет огласки случившегося, и в гибели командора были обвинены некие злоумышленники. Вдова должна переехать в родовой замок недалеко от границы. Туда же отправляется и дон Жуан. По его следу идут жаждущие мести родственники обманутых им женщин.
Властолюбивая донна Анна предлагает дон Жуану занять место убитого - стать её мужем, командором и в будущем - королём (цель, о которой дон Гонзаго рассказал донне Анне). Дон Жуан, прежде гордившийся своей свободой, не выдерживает искушения властью. Но, когда он, в плаще и доспехах Командора, смотрит в зеркало, то видит не себя, а Командора, который, выйдя из зеркала, кладёт ему руку на плечо и тем убивает. Финал фильма, в отличие от пьесы, включает бой с ворвавшимися в замок португальцами.

## Создатели фильма

### В ролях
- Ивар Калныньш — Командор / Дон-Жуан
- Елена Финогеева — Донья Анна
- Станислав Садальский — Сганарель
- Елена Тонунц — Долорес
- Гиви Тохадзе — Король
- Константин Степанков — Де Фоско
- Алексей Колесник — цыган
- Анзор Урдия — Гассан
- Игорь Слободской — Герш-Цви
- Семён Крупник — Соломон
- Татьяна Хвостикова — Донья Консепсьон
- Анна Быстрова — Фраскита
- Элеонора Зубкова — Донья Соль
- Михаил Иоффе — Де Кабра
- Борис Зайденберг — Старейшина
- Дмитрий Иванов — Дон Карлос
- Виктор Андриенко — младший брат

### Съёмочная группа
- Автор сценария: Григорий Колтунов
- Режиссёры-постановщики: Григорий Колтунов, Василий Левин
- Оператор-постановщик: Михаил Медников
- Художник-постановщик: Александр Токарев
- Звукооператор: А. Подлесный
- Режиссёр: А. Амелин
- Художник по костюмам: Н. Акимова
- Художник-гримёр: В. Талала, Р. Молчанова
- Монтажёр: О. Федоренко
- Редактор: А. Демчуков
- Постановщик танцев: В. Смирнов